# Hipernatremia
Hipernatremia – zwiększenie stężenia sodu w surowicy krwi powyżej 145 mmol/l. Rozpoznanie ostrej ciężkiej hipernatremii stawia się, gdy stężenie sodu w ciągu 72 godzin przekroczy 160 mmol/l. O hipernatremii przewlekłej można mówić, gdy czas jej trwania przekroczy 48 godzin.
Wczesne objawy obejmują silne uczucie pragnienia, osłabienie, nudności i utratę apetytu, a w przypadku hipernatremii hiperwolemicznej objawy są wynikiem przewodnienia organizmu. Ciężki rzut choroby może przebiegać z drgawkami i śpiączką.
Najczęstsze przyczyny hipernatremii związane są z utratą przez organizm wody albo hipotonicznych płynów, bądź ze zmniejszonym przyjmowaniem napojów.
Hipernatremia może przebiegać z hipowolemią, izowolemią bądź hiperwolemią, oraz ze zmniejszoną, zwiększoną lub prawidłową zawartością sodu w ustroju.

## Epidemiologia
Hipernatremia jest patologią rzadszą niż hiponatremia. Na ryzyko wystąpienia hipernatremii najbardziej narażone są:
- niemowlęta
- osoby w podeszłym wieku
- chorzy hospitalizowani:
  - z zaburzeniami świadomości
  - długotrwale wentylowani
  - leczeni wlewami płynów hipertonicznych
  - karmieni przez sondę
  - leczeni diuretykami o działaniu osmotycznym
  - otrzymujący laktulozę
- chorzy z niewyrównaną cukrzycą
- chorzy z wielomoczem
- osoby żywione całkowicie pozajelitowo

Hipernatremię stwierdza się nawet u 3% pacjentów przyjmowanych do szpitala, 4% pacjentów hospitalizowanych, zaś 1% pacjentów cierpi na hipernatremię jatrogenną. Zdarza się, że hipernatremię rozpoznaje się w rutynowych badaniach wykonywanych niemowlętom i osobom starszym.

## Patofizjologia
Sód jest głównym kationem płynu zewnątrzkomórkowego i ma kluczowy wpływ na ciśnienie osmotyczne płynów ustrojowych. Z tego też powodu hipernatremii zawsze towarzyszy hipertoniczna hiperosmolalność. W wyniku utraty równowagi osmotycznej dochodzi do przemieszczenia się wody zawartej wewnątrz komórek do przestrzeni zewnątrzkomókowej. W przewlekłej hipernatremii do komórek napływają jony Na+, K+, Cl- i dochodzi do produkcji substancji osmotycznie czynnych, dzięki czemu gradienty stężeń między płynem śródkomórkowym i pozakomórkowym wyrównują się. Z tego też powodu faza przewlekła może przebiegać bezobjawowo. 
Pobudzone w podwzgórzu osmoreceptory stymulują tylny płat przysadki mózgowej do wydzielania wazopresyny, która powoduje spadek produkcji moczu przez nerki, wzrost jego gęstości i wzmożenie pragnienia.

## Objawy
Objawy są zależne od tempa narastania hipernatremii, jej natężenia i obecności chorób współistniejących. W początkowym okresie oraz w przewlekłym przebiegu mogą nie występować w ogóle, bądź mieć łagodne nasilenie. W pierwszej kolejności należy się spodziewać:
- zwiększonego pragnienia
- utraty uczucia głodu
- nudności
- wymiotów
- znużenia

Przyczyną objawów w przebiegu hipernatremii z hipo- i normowolemią jest przesunięcie wody z komórek, szczególnie w układzie nerwowym, do przestrzeni pozakomórkowej. Oprócz powyższych objawów, dodatkowo wystąpić mogą:
- zaburzenia psychiczne
- zwiększona męczliwość
- wzrost pobudliwości nerwowo-mięśniowej (wzrost napięcia mięśni, wzmożenie odruchów)
- senność
- drgawki
- krwawienie śródczaszkowe[4]
- śpiączka

W hipernatremii hiperwolemicznej mogą natomiast wystąpić objawy charakterystyczne dla przewodnienia:
- przepełnienie żył szyjnych
- zastój płucny
- obrzęki i przesięki

## Przyczyny

### Hipernatremia hipowolemiczna
Jest następstwem utraty sodu i wody z ustroju w sytuacji, gdy ucieczka wody jest nieproporcjonalnie większa od straty sodu. Jest to odwodnienie zarówno komórkowe jak i pozakomórkowe. Może pojawić się w wyniku:
- zbyt małej podaż wody:
  - u osób, które nie mogą same przyjąć płynów, np. nieprzytomni, niemowlęta, osoby starsze. Jest to najczęstsza przyczyna hipernatremii.
  - z powodu zaburzonego odczuwania pragnienia, np. w wyniku uszkodzenia ośrodka regulacji pragnienia w ośrodkowym układzie nerwowym

- rozległych oparzeń
- zwiększonej utraty wody przez skórę:
  - u osób gorączkujących
  - w wyniku nadmiernej potliwości, np. w stanach wzmożonego katabolizmu (nadczynność tarczycy, sepsa)
- zwiększonej utraty wody przez nerki:
  - jako konsekwencji fazy poliurii ostrego uszkodzenia nerek
  - stosowania diuretyków pętlowych
  - jako powikłanie po leczeniu obturacji dróg moczowych
  - w wyniku diurezy osmotycznej, np. glikozurii, wydalania z moczem mannitolu

- zwiększonej utraty wody przez przewód pokarmowy:
  - u osób wymiotujących
  - jako powikłanie ciężkiej biegunki, szczególnie osmotycznej, np. spowodowanej przyjmowaniem laktulozy, sorbitolu lub w przebiegu zaburzeń wchłaniania węglowodanów

### Hipernatremia normowolemiczna
Jest zazwyczaj słabo nasilona. Rozwija się, gdy w wyniku niewielkiego odwodnienia stężenie sodu nie ulega zmianie. Zwiększona natremia powoduje ucieczkę wody z komórek, jest to więc w istocie odwodnienie komórkowe. Używanie pojęcia "hipernatremia normowolemiczna" może być mylące, bowiem nie oznacza ono prawidłowej objętości wody w organizmie, a jedynie brak cech przewodnienia lub odwodnienia. Występuje w przebiegu:
- moczówki prostej
- moczówki polekowej (sole litu, waptany, amfoterycyna B)
- patologii zagęszczania moczu
- cewkowo-śródmiąższowego zapalenie nerek
- diety ubogobiałkowej

### Hipernatremia hiperwolemiczna
Dochodzi do zwiększenia zarówno zawartości sodu w ustroju jak i wody. Najczęściej jej przyczyna jest jatrogenna. Może być efektem:
- nadmiernej podaży hipertonicznych roztworów NaCl;
- nadmiernej podaży wodorowęglanu sodowego; może wystąpić jako powikłanie intensywnego nawadniania u osób z kwasicą mleczanową, hiponatremią, lub reanimowanych
- nadmiernej podaży bądź produkcja mineralokortykoidów np. w przebiegu zespołu Conna
- spożywania soli morskiej, np. przez rozbitków

## Rozpoznanie
Stawiane jest na podstawie stwierdzenia w surowicy krwi stężenia sodu przekraczającego 145 mmol/l. Należy pamiętać, by zawsze ocenić stan nawodnienia osoby chorej. U chorych trzeba dokonać oceny czynności wydalniczej nerek oraz zmierzyć dobową diurezę. Ważne jest, by dokonać pomiaru stężenia sodu w moczu. 

## Leczenie
Celem jest usunięcie przyczyny hipernatremii i wyrównanie stężenia sodu poprzez podawanie płynów pozbawionych substancji osmotycznie aktywnych:
- W hipowolemii stosuje się 0,9% NaCl aż do osiągnięcia prawidłowych wartości ciśnienia tętniczego, a następnie mieszaniny 0,45% roztworu NaCl i 5% roztworu glukozy w stosunku 1:1.
- W izowolemii podaje się 5% roztwór glukozy, w hiperwolemii dodatkowo furosemid w dawce 20–40 mg dożylni lub 40–80 mg doustnie, powtarzając w razie potrzeby co 6–8 h.

Po wlewie 1l roztworu należy oszacować spadek stężenia sodu w ustroju ze wzoru:
∆[Na] = [Na]inf – [Na]akt / CWU + 1
Gdzie: 
- ∆[Na] – zmiana natremii (mmol/l)
- Nainf – stężenie sodu w podawanym roztworze (mmol/l) (np. 0,9% roztwór NaCl – 154 mmol Na/l, 3% – 513 mmol/l)
- Naakt – aktualne stężenie sodu w surowicy (mmol/l)
- CWU – całkowita objętość wody ustrojowej w litrach (zakładając, że u osób dorosłych udział wody w masie ciała wynosi 0,6 u mężczyzn i 0,5 u kobiet, a po 65. rż. odpowiednio 0,5 i 0,45)

Uzyskany wynik będzie miał wartość ujemną. Planując płynoterapię należy pamiętać, by w hipernatremii ostrej szybkość zmniejszenia natremii w 1. dobie nie przekroczyła 1 mmol/l/h, a w hipernatremii przewlekłej 0,5 mmol/l/h. Zbyt szybkie wyrównywanie przewlekłego nadmiaru sodu może być przyczyną obrzęku mózgu i może prowadzić do wystąpienia u chorego objawów neurologicznych. Należy często kontrolować stężenie sodu (nawet co godzinę) i na tej podstawie planować dalsze postępowanie.
Drugi możliwy do zastosowania wzór służy obliczeniu deficytu wody:
deficyt wody [l] = [masa ciała * 0,6 * (Na+aktualny – 140)]/140
Obliczony niedobór należy powiększyć o bieżącą objętość utraconej wody i sumę przetoczyć w ciągu 72 godzin (z czego połowę w ciągu pierwszej doby).
Osoby przytomne z rozpoznaną łagodną hipernatremią mogą być leczone doustnym podawaniem wody.

### Hipernatremia hiperwolemiczna
W ciężkich przypadkach hipernatremii hiperwolemicznej w celu usunięcia sodu i wody u chorego można zastosować hemodializę lub hemodiafiltrację.

### Hipernatremia normowolemiczna
Leczenie hipernatremii normowolemicznej w przebiegu moczówki prostej polega przede wszystkim na podawaniu analogu wazopresyny - desmopresyny, a w przypadku moczówki polekowej - na odstawieniu leku mogącego wywoływać chorobę.

## Rokowanie
Ponad połowa chorych z natremią przekraczającą 160 mmol/l nie przeżywa (śmiertelność wynosi 10-70% u dzieci oraz 60-75% u osób dorosłych); zgon jest jednak najczęściej spowodowany chorobą będącą pierwotną przyczyną hipernatremii. W przewlekłej hipernatremii odsetek zgonów jest mniejszy i wynosi 10%.